# 龙成
龙成（1995年3月22日—），湖南岳阳人，中国足球运动员，司职中场，目前效力于中超球队河南建业。

## 俱乐部生涯
龙成早年考取山东鲁能足球学校。2008年4月进入武汉足球学校，半年后入选国少队。2011年8月，龙成以武汉城运队队长的身份率队夺取了2011年第七届城运会U16年龄组的冠军。2012年赴英国利物浦足球俱乐部试训两周后，2012年4月12日，武汉卓尔足球俱乐部官方消息，俱乐部与95年小将龙成签订了一份为期四年的协议。
2014年龙成进入武汉卓尔一线队名单征战中甲联赛。2015年夏季，龙成加盟中超球队河南建业足球俱乐部。